# Haber–Bosch-processen

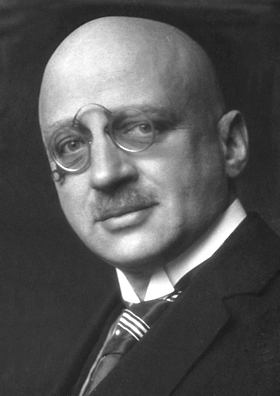
Fritz Haber, 1919.

Haber–Bosch-processen (alternativt Haber–Bosch-metoden, tyska: Haber-Bosch-Verfahren) är en process för industriell framställning av ammoniak direkt från kvävgas och vätgas. Framställningen sker vid höga tryck och temperaturer i närvaro av en katalysator. Metoden har fått sitt namn efter de tyska kemisterna Fritz Haber som uppfann metoden och Carl Bosch som anpassade den till industriellt bruk. Haber tilldelades Nobelpriset i kemi 1918 för Haber-Boschmetoden.
Industriell framställning av ammoniak med Haber–Bosch-processen har varit av mycket stor betydelse för det moderna jordbruket eftersom ammoniak är en beståndsdel i konstgödsel. År 1913 började Fritz Haber produktionen av syntetisk ammoniak där BASF fick en monopolställning. Ammoniak tillsammans med salpeter kom också att bli viktiga delar i ammunitionstillverkningen under första världskriget.

## Processen
Man låter kvävgas och vätgas passera över en katalysator och bilda ammoniak enligt
N2 + 3 H2 ↔ 2 NH3
Den vanligaste katalysatorn är av järn. Till denna tillsätts små mängder promotorer, till exempel kalium och kalcium. Historiskt har osmium använts, vilket har hög aktivitet men är mycket dyrare än järn.